# Carola Baleztena
Carola Baleztena es una actriz española nacida el 10 de enero de 1980 en Madrid. Pertenece a una histórica familia navarra siendo nieta de Ignacio Baleztena, siendo la hija menor de seis hermanos.
Su papel más conocido es de Natalia, protagonista de la telenovela juvenil Nada es para siempre (1999-2000)

## Vida privada
Se casó en 2011 con el empresario Jorge Molina con el que tuvo 2 hijas (Bruna y Valentina) del que más tarde se divorció. En 2016 contrajo matrimonio con el joyero Emiliano Suárez Pascual, quién tiene dos hijos de una relación anterior. En mayo de 2021 Carola da a luz a su tercera hija llamada Juana, y el primer hijo en común con el joyero, tras sufrir el año anterior un aborto y la pérdida de su padre, Cruz Mario Baleztena Albarrategui.

## Filmografía

### Televisión
- Menudo es mi padre (1997).
- Fernández y familia  (1998), como Marta.
- Nada es para siempre (1999-2000), como Natalia.
- Paraíso (2000-2001).
- Al salir de clase (2001-2002) como Lucía.
- Luna negra (2003-2004), como Marta Padilla.
- El inquilino (2004), 4 episodios.
- El comisario (2005), 2 episodios, como Isa.
- Planta 25 (2006-2008), como Irene.
- Yo soy Bea (2008-2009), varios episodios.
- Filmaniac (2010-2014), como presentadora.
- Ver cine (2014-actualidad), como presentadora.

### Cine
| Año  | Título                   | Personaje | Dirección          |
| ---- | ------------------------ | --------- | ------------------ |
| 2003 | Diario de una becaria    | Beatriz   | Josetxo San Mateo  |
| 2004 | El chocolate del loro    | Sobrina   | Ernesto Martín     |
| 2005 | Torrente 3: El protector | Araceli   | Santiago Segura    |
| 2007 | El secreto de la abuela  |           | Belén Anguas       |
| 2008 | Las tierras altas        | Julia     | Carolina del Prado |